# Lettonie au Concours Eurovision de la chanson
La Lettonie participe au Concours Eurovision de la chanson, depuis sa quarante-cinquième édition, en 2000, et l'a remporté à une reprise, en 2002.

## Participation
Le pays participe donc depuis 2000, sans avoir manqué d'édition. 
Depuis l'instauration des demi-finales, en 2004, la Lettonie a participé à sept finales du concours, en 2005, 2006, 2007, 2008, 2015, 2016 et 2024.

## Résultats
La Lettonie a remporté le concours en 2002, avec la chanson I Wanna, interprétée par Marie N. 
Initialement, seuls vingt-deux pays devaient prendre part au concours en 2002. Mais l'UER décida, à un stade ultérieur, de sauver deux pays supplémentaires de la relégation et leur permettre de concourir. La vingt-troisième place fut ainsi offerte à Israël, qui l'accepta immédiatement. La vingt-quatrième place, quant à elle, devait revenir au Portugal, qui la déclina pour raisons financières. Elle échut finalement à la Lettonie. Ce fut donc la seule et unique fois de l'histoire du concours qu'un pays initialement relégué remporta la victoire.
Le numéro de Marie N fut particulièrement remarqué et contribua de beaucoup à sa victoire. Elle entama sa chanson, habillée d'une chemise noire, d’un chapeau et d'un costume blanc, avec une fleur rouge à la boutonnière. Elle entama un pas de deux avec une de ses choristes qui lui enleva son chapeau. Ses danseurs entreprirent ensuite de lui ôter ses vêtements un par un. Elle apparut alors, moulée dans une courte robe rouge. Le dernier mouvement des danseurs fut d’abaisser l’ourlet de cette robe jusqu’à ses chevilles.
La Lettonie a en outre terminé deux fois à la deuxième place (en demi-finale en 2015 et 2025) et une fois à la troisième place (en finale en 2000). A contrario, le pays a terminé à cinq reprises à la dernière place, en demi-finale en 2009, 2010, 2013, 2017 et 2021. Il n'a jamais obtenu de nul point.

## Pays hôte

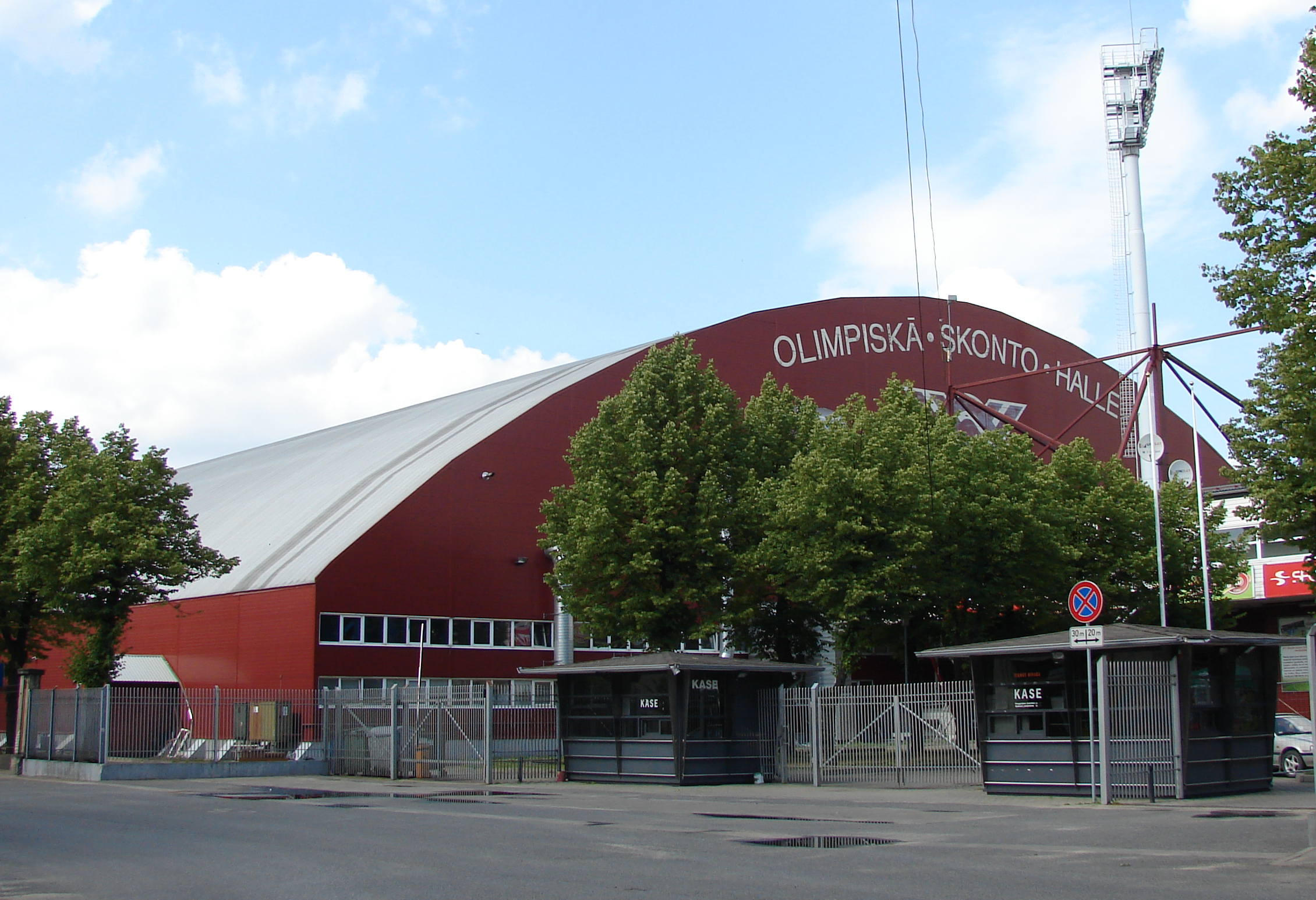
Le Skonto Hall de Riga accueille l'Eurovision en 2003.

La Lettonie a organisé le concours en 2003. 
L’évènement se déroula le samedi 24 mai 2003, au Skonto Hall, à Riga. Les présentateurs de la soirée étaient Marie N et Renārs Kaupers. La télévision publique lettonne rencontra de nombreux défis financiers et techniques dans la production de cet évènement. Elle parvint à les surmonter, grâce à l'aide des télévisions publiques estonienne et suédoise. 

## Représentants
| Édition | Année | Artiste(s)         | Chanson             | Langue(s)       | Traduction française       | Finale                                                 | Finale                                                 | Demi-finale                                            | Demi-finale                                            |
| Édition | Année | Artiste(s)         | Chanson             | Langue(s)       | Traduction française       | Place                                                  | Points                                                 | Place                                                  | Points                                                 |
| ------- | ----- | ------------------ | ------------------- | --------------- | -------------------------- | ------------------------------------------------------ | ------------------------------------------------------ | ------------------------------------------------------ | ------------------------------------------------------ |
| 45e     | 2000  | Brainstorm         | My Star             | Anglais         | Mon étoile                 | 03                                                     | 136                                                    |                                                        |                                                        |
| 46e     | 2001  | Arnis Mednis       | Too Much            | Anglais         | Trop                       | 18                                                     | 16                                                     |                                                        |                                                        |
| 47e     | 2002  | Marie N            | I Wanna             | Anglais         | Je veux                    | 01                                                     | 176                                                    |                                                        |                                                        |
| 48e     | 2003  | F.L.Y.             | Hello From Mars     | Anglais         | Salut de Mars              | 24                                                     | 05                                                     |                                                        |                                                        |
| 49e     | 2004  | Fomins & Kleins    | Dziesma par laimi   | Letton          | Une chanson sur le bonheur |                                                        |                                                        | 17                                                     | 23                                                     |
| 50e     | 2005  | Walters & Kazha    | The War Is Not Over | Anglais         | La guerre n'est pas finie  | 05                                                     | 153                                                    | 10                                                     | 85                                                     |
| 51e     | 2006  | Cosmos             | I Hear Your Heart   | Anglais         | J'entends ton cœur         | 16                                                     | 30                                                     |                                                        |                                                        |
| 52e     | 2007  | Bonaparti.lv       | Questa notte        | Italien         | Cette nuit                 | 16                                                     | 54                                                     | 05                                                     | 165                                                    |
| 53e     | 2008  | Pirates of the Sea | Wolves of the Sea   | Anglais         | Loups de mer               | 12                                                     | 83                                                     | 06                                                     | 86                                                     |
| 54e     | 2009  | Intars Busulis     | Probka              | Russe           | Embouteillage              |                                                        |                                                        | 19                                                     | 07                                                     |
| 55e     | 2010  | Aisha              | What For?           | Anglais         | Pourquoi donc ?            |                                                        |                                                        | 17                                                     | 11                                                     |
| 56e     | 2011  | Musiqq             | Angel in Disguise   | Anglais         | Un ange déguisé            |                                                        |                                                        | 17                                                     | 25                                                     |
| 57e     | 2012  | Anmary             | Beautiful Song      | Anglais         | Belle chanson              |                                                        |                                                        | 16                                                     | 17                                                     |
| 58e     | 2013  | PeR                | Here We Go          | Anglais         | Nous voici                 |                                                        |                                                        | 17                                                     | 13                                                     |
| 59e     | 2014  | Aarzemnieki        | Cake To Bake        | Anglais, letton | Un gâteau à cuire          |                                                        |                                                        | 13                                                     | 33                                                     |
| 60e     | 2015  | Aminata            | Love Injected       | Anglais         | Amour injecté              | 06                                                     | 186                                                    | 02                                                     | 155                                                    |
| 61e     | 2016  | Justs              | Heartbeat           | Anglais         | Battement de cœur          | 15                                                     | 132                                                    | 08                                                     | 132                                                    |
| 62e     | 2017  | Triana Park        | Line                | Anglais         | Ligne                      |                                                        |                                                        | 18                                                     | 21                                                     |
| 63e     | 2018  | Laura Rizzotto     | Funny Girl          | Anglais         | Drôle de fille             |                                                        |                                                        | 12                                                     | 106                                                    |
| 64e     | 2019  | Carousel           | That Night          | Anglais         | Cette nuit                 |                                                        |                                                        | 15                                                     | 50                                                     |
| 65e     | 2020  | Samanta Tīna       | Still Breathing     | Anglais         | Continuer à respirer       | Concours annulé à la suite de la pandémie de COVID-19. | Concours annulé à la suite de la pandémie de COVID-19. | Concours annulé à la suite de la pandémie de COVID-19. | Concours annulé à la suite de la pandémie de COVID-19. |
| 65e     | 2021  | Samanta Tīna       | The Moon is Rising  | Anglais         | La lune se lève            |                                                        |                                                        | 17                                                     | 14                                                     |
| 66e     | 2022  | Citi Zēni          | Eat Your Salad      | Anglais         | Mange ta salade            |                                                        |                                                        | 14                                                     | 55                                                     |
| 67e     | 2023  | Sudden Lights      | Aijā                | Anglais, letton | Berceuse                   |                                                        |                                                        | 11                                                     | 34                                                     |
| 68e     | 2024  | Dons               | Hollow              | Anglais         | Creux                      | 16                                                     | 64                                                     | 07                                                     | 72                                                     |
| 69e     | 2025  | Tautumeitas        | Bur man laimi       | Letton          | Donne-moi du bonheur       | 13                                                     | 156                                                    | 02                                                     | 130                                                    |

- Première place
- Deuxième place
- Troisième place
- Dernière place
- Lettonie organisatrice

 Qualification automatique en finale
 Élimination en demi-finale

## Galerie

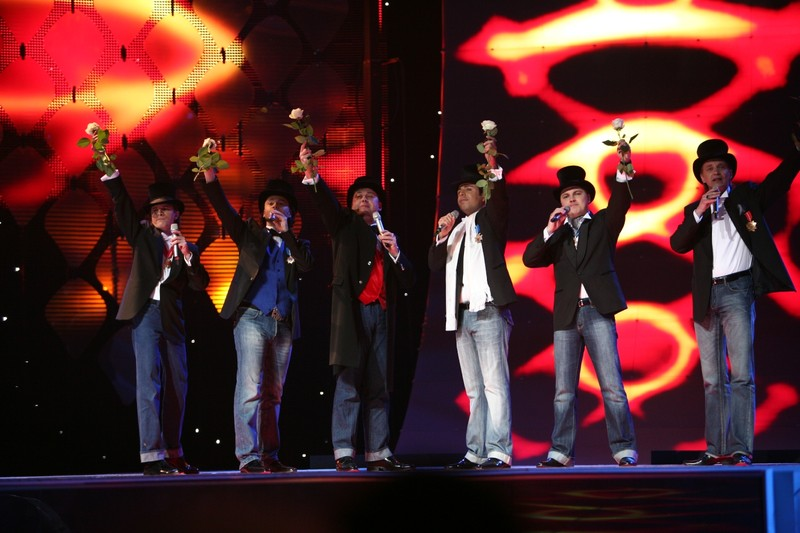
Bonaparti.lv à Helsinki (2007)
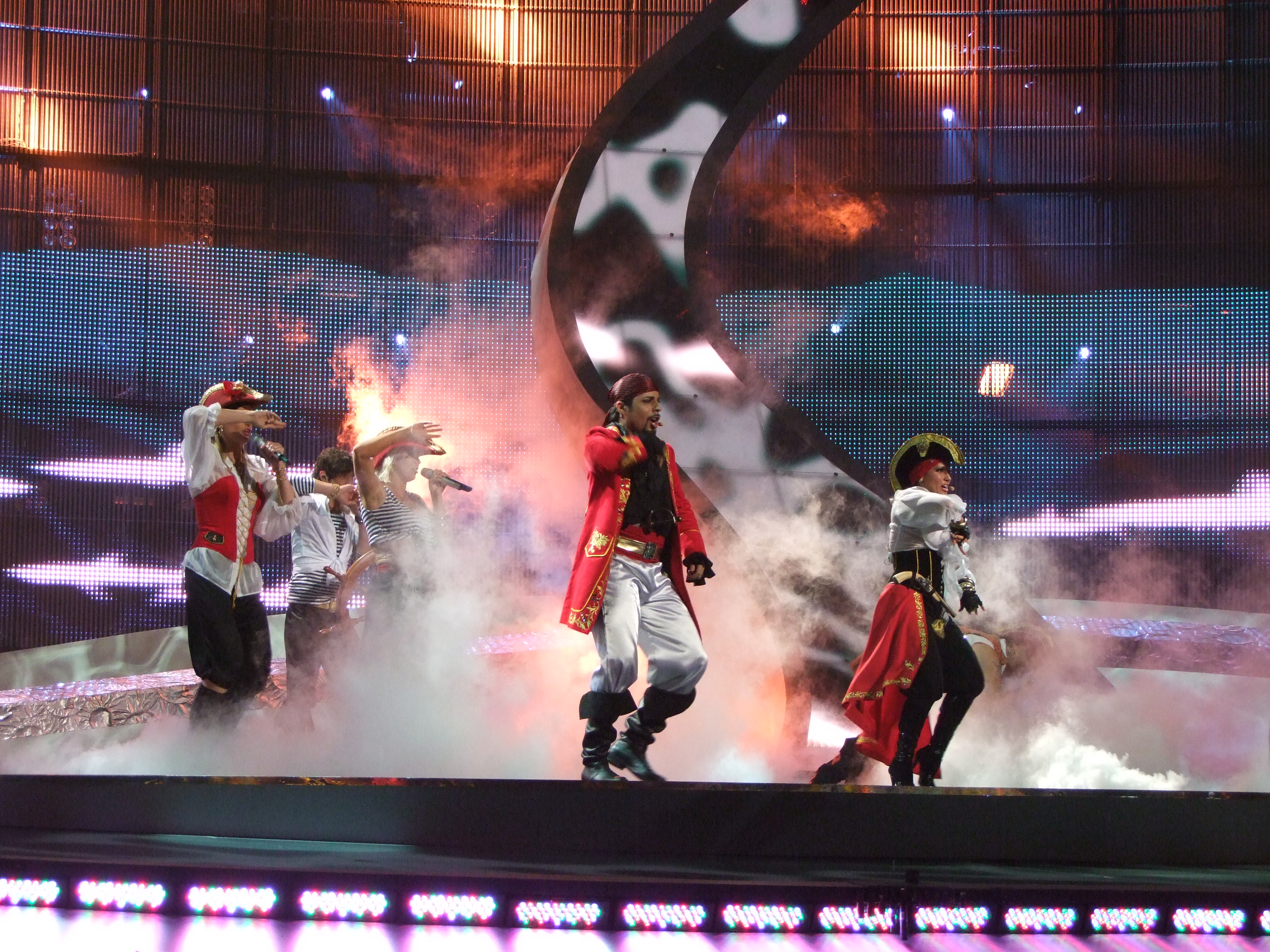
Pirates of the Sea à Belgrade (2008)
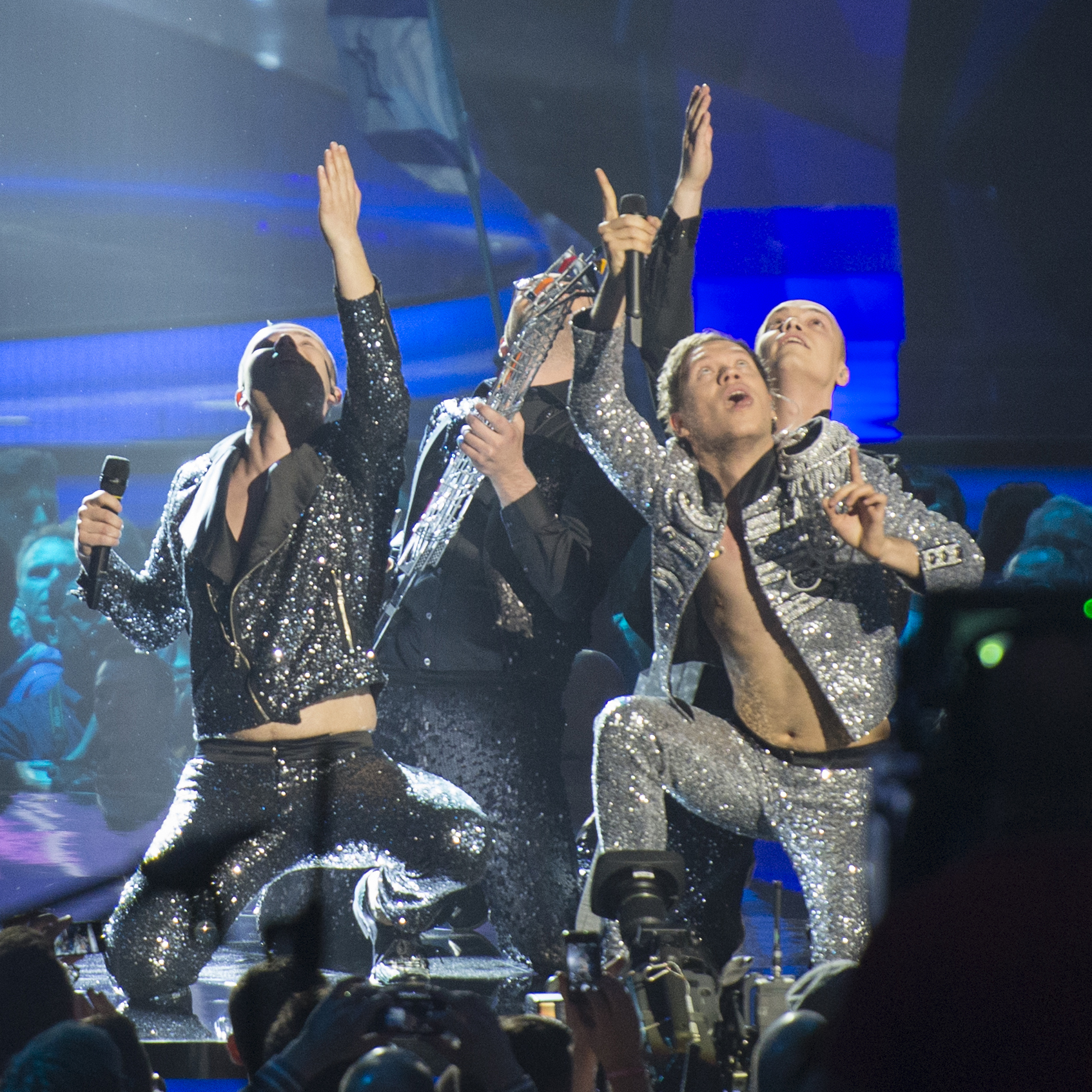
PeR à Malmö (2013)
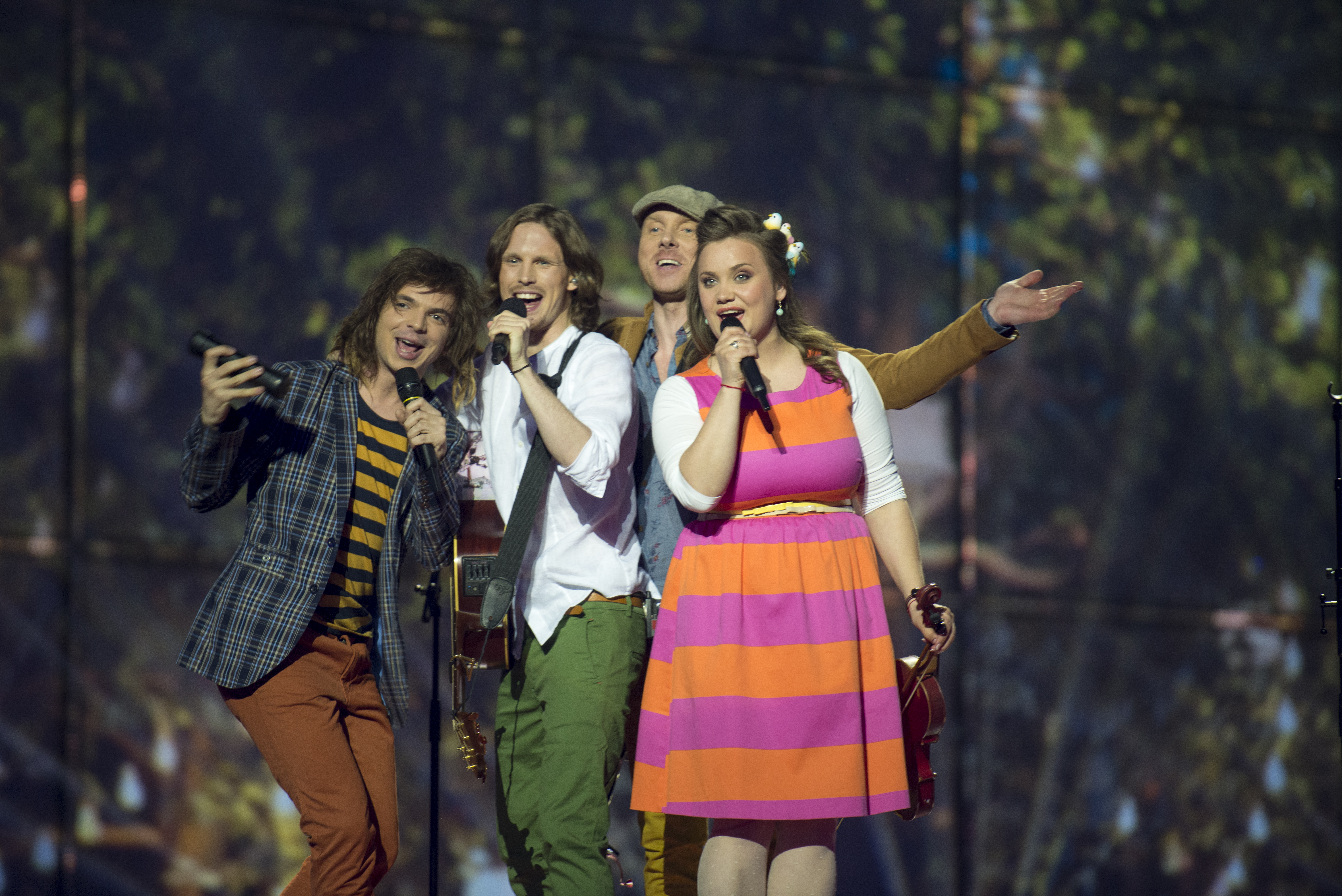
Aarzemnieki à Copenhague (2014)
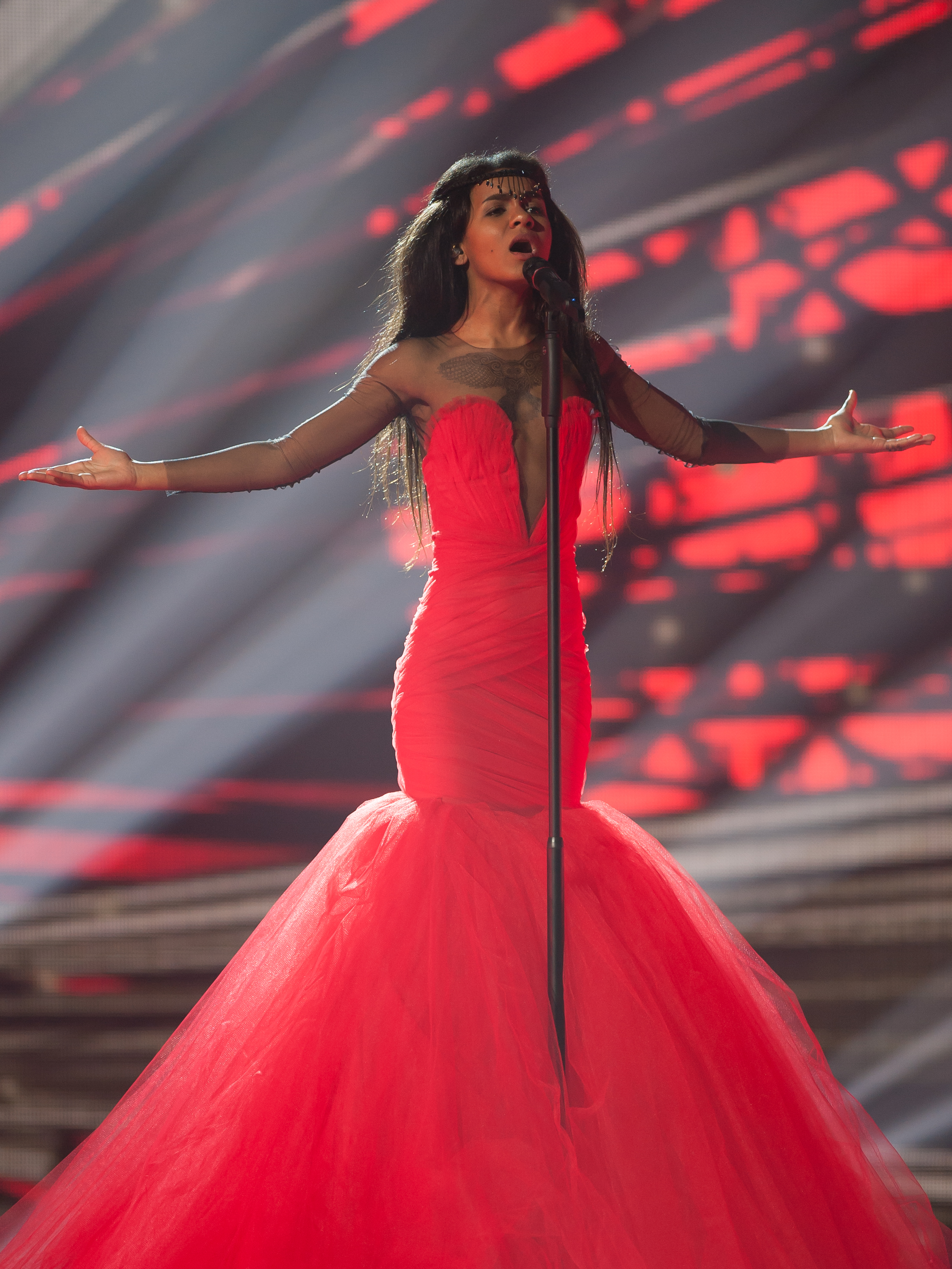
Aminata à Vienne (2015)
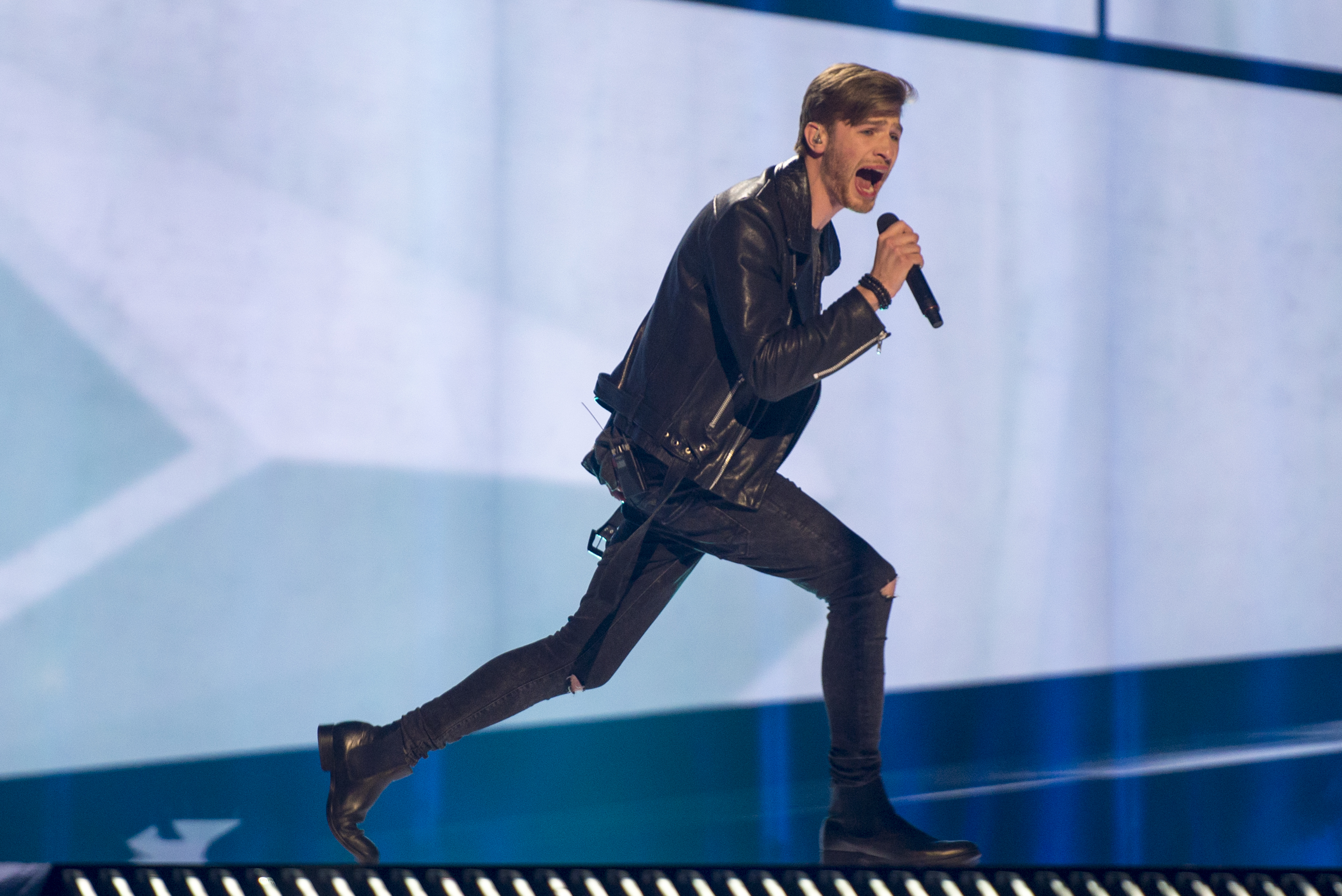
Justs à Stockholm (2016)
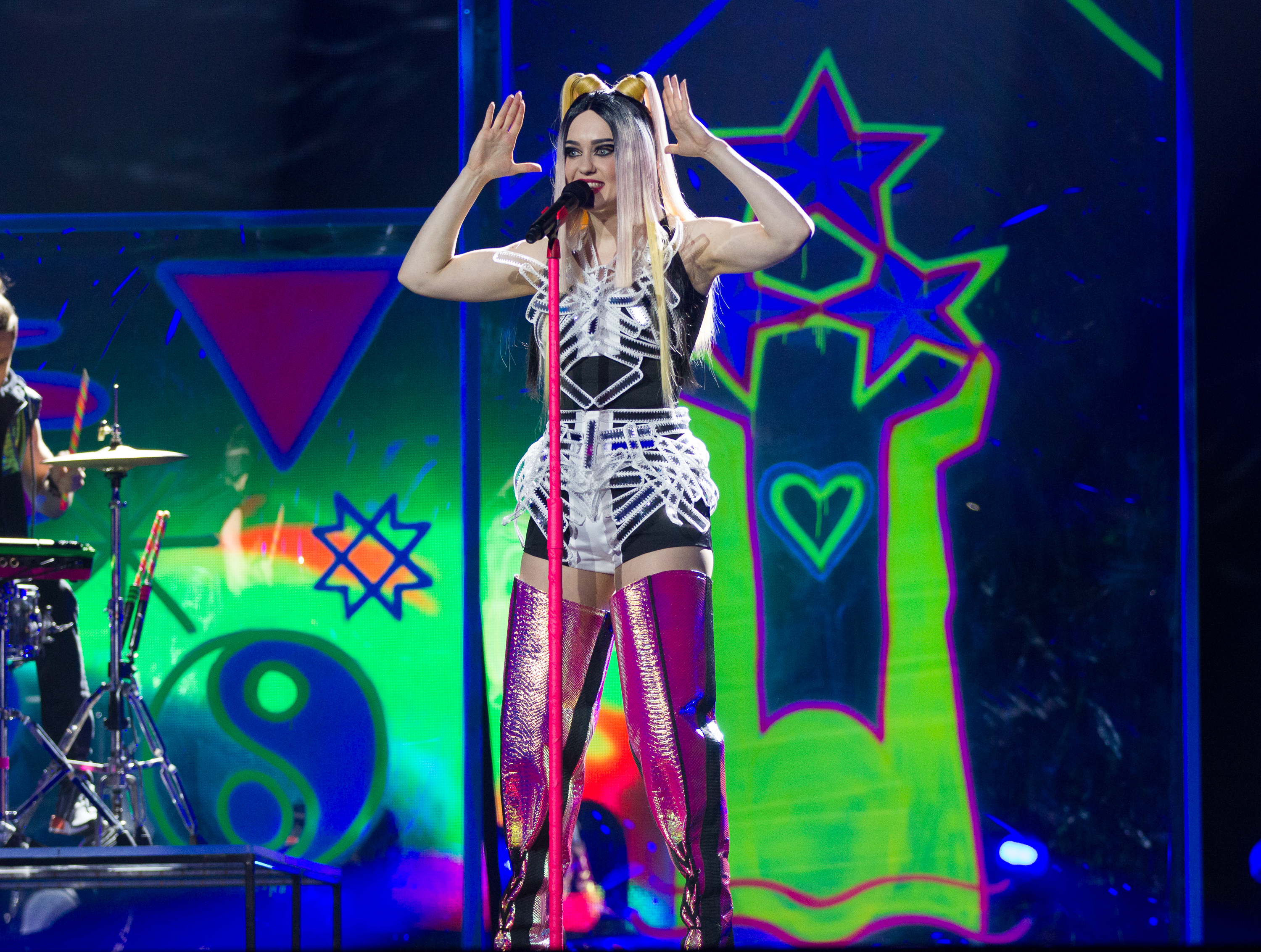
Triana Park à Kiev (2017)
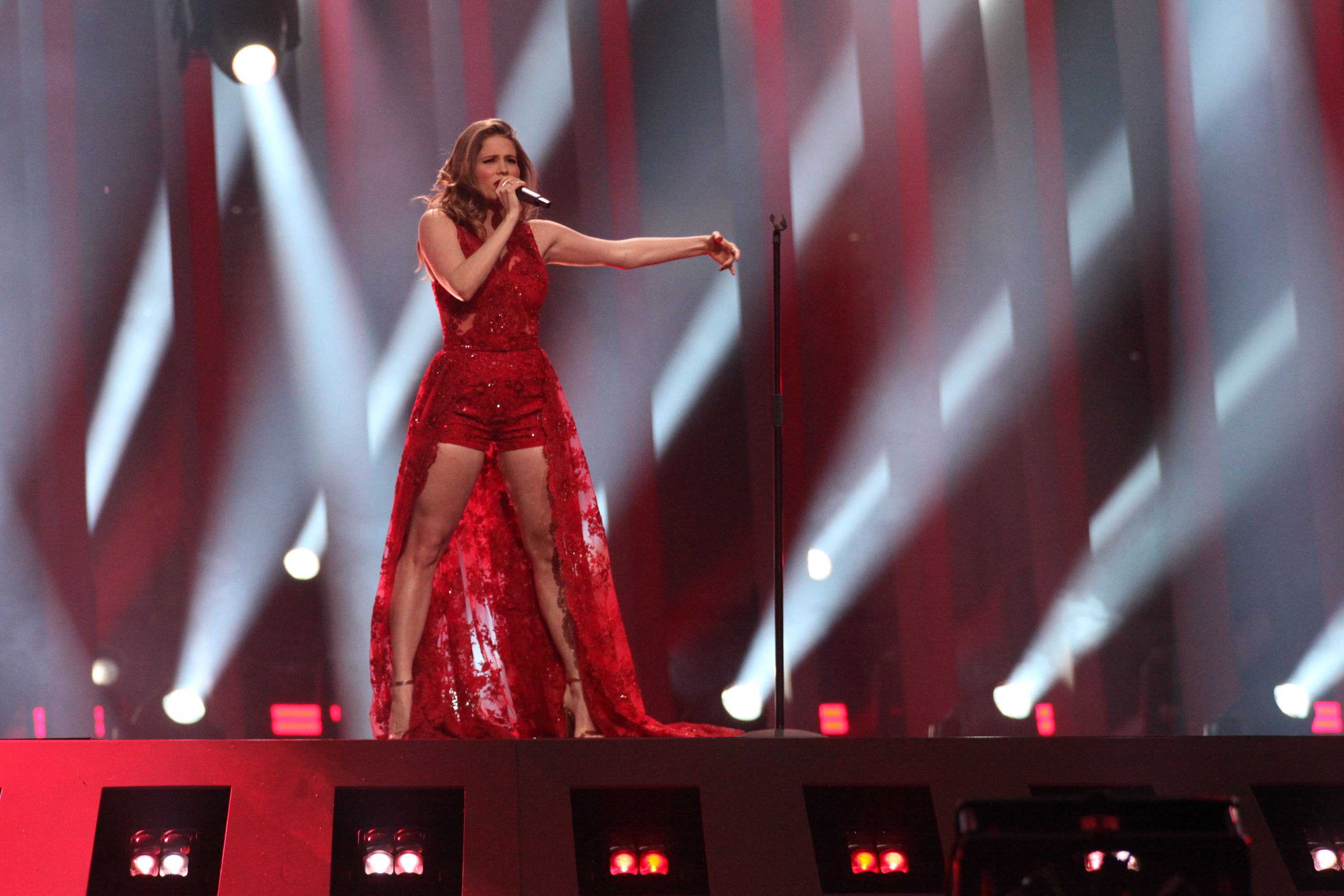
Laura Rizzotto à Lisbonne (2018)
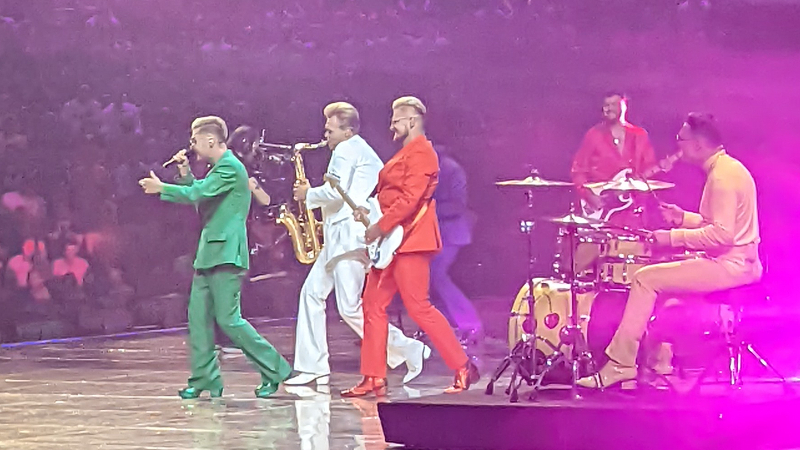
Citi Zēni à Turin (2022)
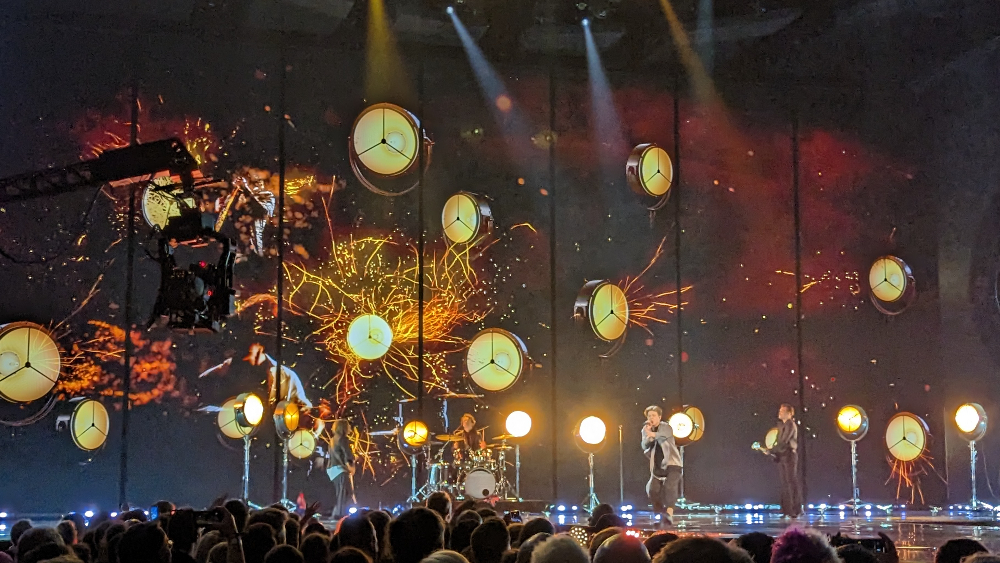
Sudden Lights à Liverpool (2023)
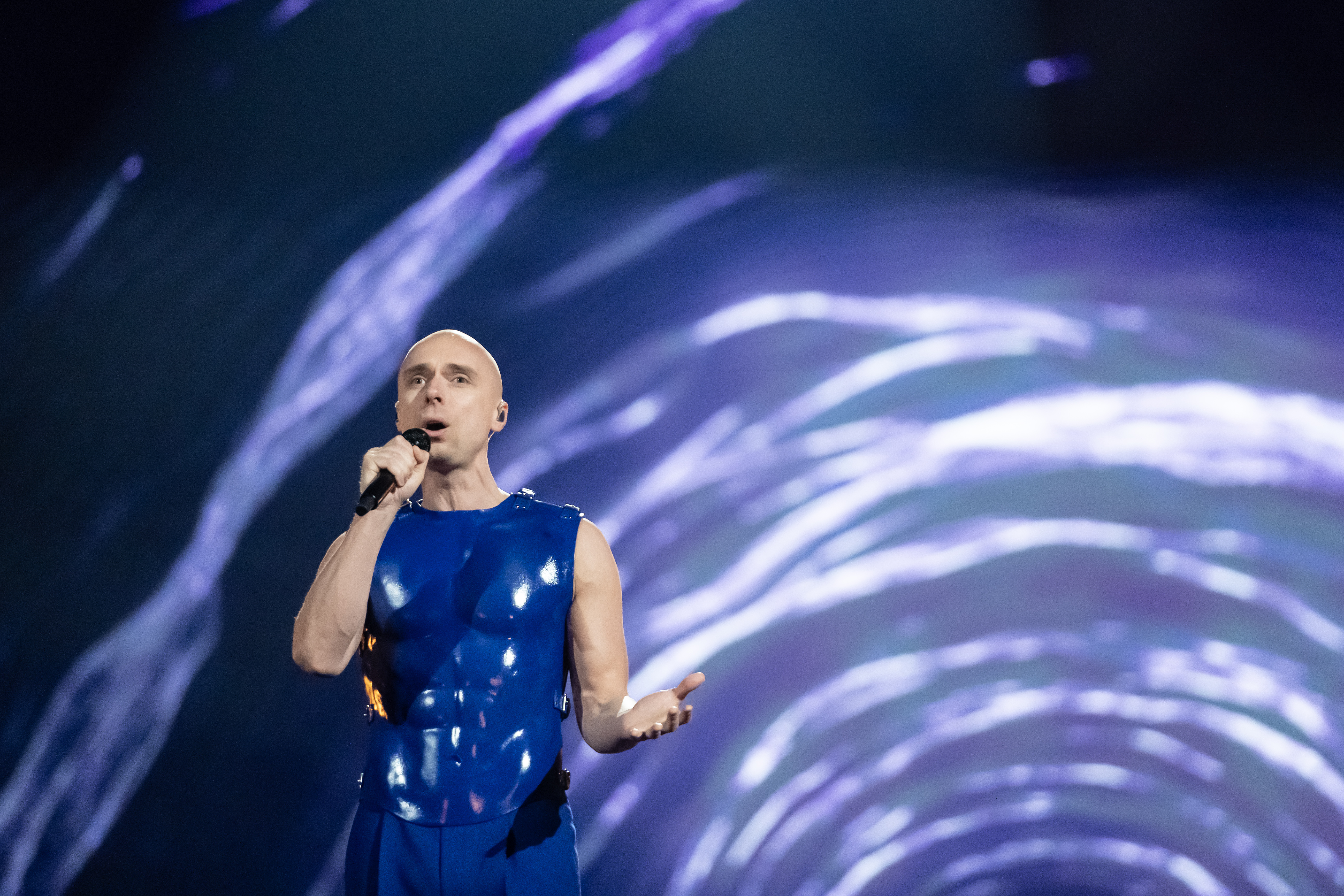
Dons à Malmö (2024)
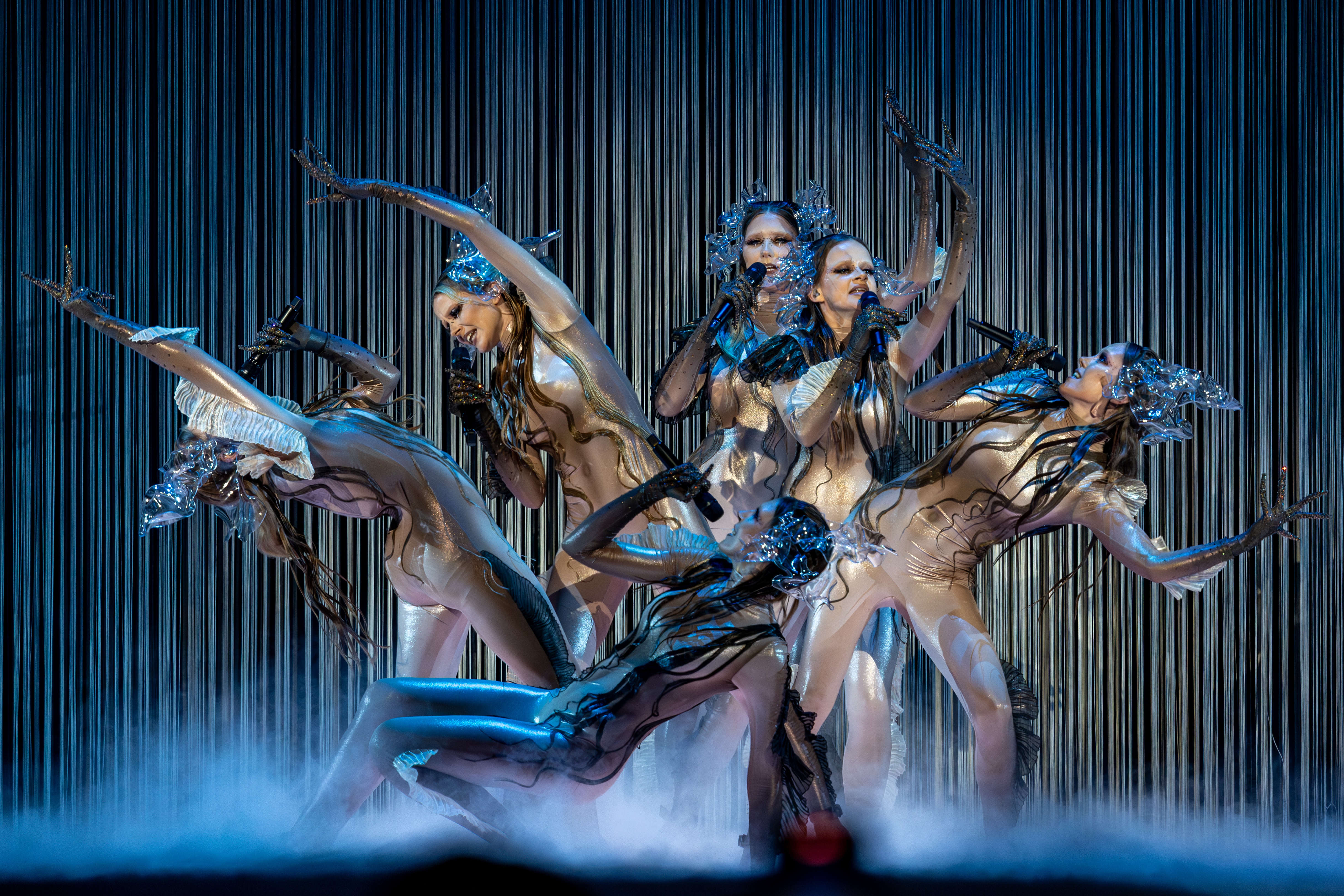
Tautumeitas à Bâle (2025)

## Commentateurs et porte-paroles
| Année | Commentateur(s)                                      | Porte-parole                                         |
| ----- | ---------------------------------------------------- | ---------------------------------------------------- |
| 2000  | Kārlis Streips                                       | Lauris Reiniks                                       |
| 2001  | Kārlis Streips                                       | Renārs Kaupers                                       |
| 2002  | Kārlis Streips                                       | Ēriks Niedra                                         |
| 2003  | Kārlis Streips                                       | Ģirts Līcis                                          |
| 2004  | Kārlis Streips                                       | Lauris Reiniks                                       |
| 2005  | Kārlis Streips                                       | Marija Naumova                                       |
| 2006  | Kārlis Streips                                       | Mārtiņš Freimanis                                    |
| 2007  | Kārlis Streips                                       | Janis Šipkevics                                      |
| 2008  | Kārlis Streips                                       | Kristīne Virsnīte                                    |
| 2009  | Kārlis Streips                                       | Roberto Meloni                                       |
| 2010  | Kārlis Streips                                       | Kazha                                                |
| 2011  | Walters & Kazha                                      | Aisha                                                |
| 2012  | Walters & Kazha                                      | Walters                                              |
| 2013  | Walters & Kazha                                      | Anmary                                               |
| 2014  | Walters & Kazha                                      | Ralfs Eilands                                        |
| 2015  | Walters & Toms Grēviņš                               | Markus Riva                                          |
| 2016  | Walters & Toms Grēviņš                               | Toms Grēviņš                                         |
| 2017  | Walters & Toms Grēviņš                               | Aminata                                              |
| 2018  | Toms Grēviņš & Magnuss Eriņš                         | Dagmāra Legante                                      |
| 2019  | Toms Grēviņš & Ketija Šēnberga                       | Laura Rizzotto                                       |
| 2020  | Concours annulé en raison de la pandémie de COVID-19 | Concours annulé en raison de la pandémie de COVID-19 |
| 2021  | Toms Grēviņš et Marie N                              | Aminata                                              |

## Historique de vote
Depuis 2000, la Lettonie a attribué en finale le plus de points à :
| Rang | Pays      | Points |
| ---- | --------- | ------ |
| 1    | Russie    | 175    |
| 2    | Ukraine   | 168    |
| 3    | Lituanie  | 161    |
| 4    | Estonie   | 156    |
| 4    | Suède     | 156    |
| 6    | Norvège   | 92     |
| 7    | Danemark  | 70     |
| 8    | Suisse    | 59     |
| 8    | France    | 59     |
| 10   | Allemagne | 55     |

Depuis 2000, la Lettonie a reçu en finale le plus de points de la part de :
| Rang | Pays        | Points |
| ---- | ----------- | ------ |
| 1    | Lituanie    | 119    |
| 2    | Estonie     | 103    |
| 3    | Irlande     | 74     |
| 4    | Royaume-Uni | 69     |
| 5    | Danemark    | 51     |
| 6    | Norvège     | 42     |
| 7    | Belgique    | 39     |
| 8    | Ukraine     | 37     |
| 8    | Malte       | 37     |
| 10   | Géorgie     | 36     |

### 12 Points
Légende
 Vainqueur - La Lettonie a donné 12 points à la chanson victorieuse / La Lettonie a reçu 12 points et a gagné le concours
 2e place - La Lettonie a donné 12 points à la chanson arrivée à la seconde place / La Lettonie a reçu 12 points et est arrivée deuxième
 3e place - La Lettonie a donné 12 points à la chanson arrivée à la troisième place / La Lettonie a reçu 12 points et est arrivée troisième
 Qualifiée - La Lettonie a donné 12 points à une chanson parvenue à se qualifier pour la finale / La Lettonie a reçu 12 points et s'est qualifiée pour la finale
 Non-qualifiée - La Lettonie a donné 12 points à une chanson éliminée durant les demi-finales / La Lettonie a reçu 12 points mais n'est pas parvenue à se qualifier pour la finale
| Année         | Attribués | Attribués           | Reçus                                     | Reçus                                  |
| Année         | Finale    | Demi-Finale         | Finale                                    | Demi-Finale                            |
| 2000          | Danemark  | Pas de demi-finales | Belgique Estonie Finlande Norvège         | Pas de demi-finales                    |
| 2001          | Estonie   | Pas de demi-finales | Aucun                                     | Pas de demi-finales                    |
| 2002          | Estonie   | Pas de demi-finales | Allemagne Espagne Estonie Israël Lituanie | Pas de demi-finales                    |
| 2003          | Russie    | Pas de demi-finales | Aucun                                     | Pas de demi-finales                    |
| 2004          | Ukraine   | Estonie             | Non qualifiée                             | Aucun                                  |
| 2005          | Suisse    | Estonie             | Irlande Lituanie Moldavie                 | Lituanie Malte                         |
| 2006          | Russie    | Russie              | Aucun                                     | Qualifiée d'Office                     |
| 2007          | Ukraine   | Estonie             | Aucun                                     | Estonie Irlande Lituanie Malte Pologne |
| 2008          | Russie    | Lituanie            | Irlande                                   | Lituanie                               |
| 2009          | Norvège   | Estonie             | Non qualifiée                             | Aucun                                  |
| 2010          | Allemagne | Estonie             | Non qualifiée                             | Aucun                                  |
| 2011          | Italie    | Danemark            | Non qualifiée                             | Aucun                                  |
| 2012          | Suède     | Russie              | Non qualifiée                             | Aucun                                  |
| 2013          | Russie    | Norvège             | Non qualifiée                             | Aucun                                  |
| 2014          | Pays-Bas  | Pays-Bas            | Non qualifiée                             | Aucun                                  |
| 2015          | Suède     | Suède               | Irlande Lituanie Saint-Marin              | Irlande Lituanie                       |
| 2016 Jury     | Ukraine   | Lituanie            | Aucun                                     | Aucun                                  |
| 2016 Télévote | Russie    | Ukraine             | Lituanie                                  | Lituanie                               |
| 2017 Jury     | Portugal  | Portugal            | Non qualifiée                             | Aucun                                  |
| 2017 Télévote | Belgique  | Portugal            | Non qualifiée                             | Aucun                                  |
| 2018 Jury     | Suède     | Australie           | Non qualifiée                             | Aucun                                  |
| 2018 Télévote | Lituanie  | Russie              | Non qualifiée                             | Aucun                                  |
| 2019 Jury     | Pays-Bas  | Suède               | Non qualifiée                             | Aucun                                  |
| 2019 Télévote | Russie    | Russie              | Non qualifiée                             | Lituanie                               |
| 2021 Jury     | Suisse    | Islande             | Non qualifiée                             | Aucun                                  |
| 2021 Télévote | Lituanie  | Moldavie            | Non qualifiée                             | Aucun                                  |
| 2022 Jury     | Ukraine   | Ukraine             | Non qualifiée                             | Portugal                               |
| 2022 Télévote | Ukraine   | Ukraine             | Non qualifiée                             | Aucun                                  |
| 2023 Jury     | Estonie   | Pas de jury         | Non qualifiée                             | Pas de jury                            |
| 2023 Télévote | Finlande  | Finlande            | Non qualifiée                             | Aucun                                  |
| 2024 Jury     | Suisse    | Pas de jury         | Aucun                                     | Pas de jury                            |
| 2024 Télévote | Estonie   | Estonie             | Aucun                                     | Estonie                                |
| 2025 Jury     | Autriche  | Pas de jury         | Danemark Lituanie Royaume-Uni             | Pas de jury                            |
| 2025 Télévote | Estonie   | Lituanie            | Lituanie                                  | Lituanie                               |